# Bollnäs kommun
Bollnäs kommun är en kommun i Gävleborgs län. Centralort är staden Bollnäs, belägen i mellersta delen av kommunen.
Genomgående är terrängen storbruten även om detta är tydligare i den västra delen än den östra. Höjderna är beväxta med skog, medan odlings- och betesmarker primärt återfinns vid Ljusnans och Voxnans älvsystem. Tjänstesektorn dominerade kommunens näringsliv i början av 2020-talet.  
Antalet invånare har varit relativt stabilt sedan kommunen bildades. Efter valen på 2010-talet har kommunen styrts av olika regnbågskoalitioner.

## Administrativ historik
Kommunens område motsvarar socknarna: Arbrå, Bollnäs, Hanebo, Rengsjö, Segersta och Undersvik. I dessa socknar bildades vid kommunreformen 1862 landskommuner med motsvarande namn.
Den 6 juli 1888 inrättades i Bollnäs landskommun Bollnäs municipalsamhälle som upplöstes 1906 när samhället utbröts och bildade Bollnäs köping. Den 13 september 1901 inrättades Arbrå municipalsamhälle i Arbrå landskommun. Den 23 mars 1919 inrättades i Bollnäs landskommun Björkhamre municipalsamhälle, som upplöstes 1923 när samhället utbröts och bildade Björkhamre köping. Bollnäs stad bildades 1942 av de två köpingarna.
Vid kommunreformen 1952 uppgick Undersviks landskommun i Arbrå landskommun och uppgick Segersta landskommun i Hanebo landskommun, medan Bollnäs stad, Bollnäs landskommun och Rengsjö landskommun förblev oförändrade. 1959 införlivades dock Bollnäs landskommun i Bollnäs stad. Den 31 december 1961 upplöstes Arbrå municipalsamhälle.
Bollnäs kommun bildades vid kommunreformen 1971 av Bollnäs stad. 1974 införlivades kommunerna Alfta, Arbrå, Hanebo och Rengsjö. 1977 utbröts Alfta församling och överfördes till Ovanåkers kommun.
Kommunen ingick från bildandet till den 31 oktober 2005 i Bollnäs domsaga och ingår sedan dess i Hudiksvalls domsaga.

## Geografi
Kommunen gränsar till Ovanåkers kommun, Ljusdals kommun, Hudiksvalls kommun, Söderhamns kommun, Falu kommun och Ockelbo kommun. 

### Topografi och hydrografi
Kommunens topografi utgörs av höjder som ligger mellan 45 och upp ca 495 meter över havet. Dessa är beväxta med skog och mellan dessa finns  dalar med sedimentslätter. Genomgående är terrängen storbruten även om detta är tydligare i den västra delen än den östra. Även vid de öppnare slättområdena, så som vid Kilafors, blir nivåskillnaderna mer markanta.
I de lägre områdena, i synnerhet kring Ljusnans och Voxnans älvsystem, återfinns sedimentslätter med odlings- och betesmarker. Sådana slätter återfinns även kring Rengsjö och Mo, där i närheten av  Ljusnanåsen. I kommunens sydvästra hörn finns Järboåsen, ett mindre åssystem. Från Tevsjön till Bergviken rinner Ljusnan genom kommunen och passerar längs vägen Orsjön, Kyrksjön, Växsjön och Varpen. Vid Varpen sammanstrålar Ljusnan med Voxnan för att därefter rinna ut i Bergviken i sydöst.
Nedan presenteras andelen av den totala ytan 2020 i kommunen jämfört med riket.
|  | Bebyggelse (3,2 %) |

|  | Skog (86,9 %) |

|  | Öppen myrmark (3,2 %) |

|  | Jordbruksmark (6,5 %) |

|  | Övrig mark (0,2 %) |

|  | Bebyggelse (3,1 %) |

|  | Skog (68,0 %) |

|  | Öppen myrmark (7,2 %) |

|  | Jordbruksmark (7,4 %) |

|  | Övrig mark (14,3 %) |

### Naturskydd
År 2022 fanns 16 naturreservat i Bollnäs kommun. Flera av reservatet var även klassade som Natura 2000-områden, däribland Galvån, Andersvallsslåtten och Djupsjön-Römmaberget.
Naturreservatet Tjuvberget är ett område med stor variation i landskapet. Där samsas klippstup med 300 år gamla tallar, hällmarker och bördig granskog. Där trivs ovanliga växter så som skogstry, trolldruva, springkorn, getrams och myskmåra.

### Administrativ indelning

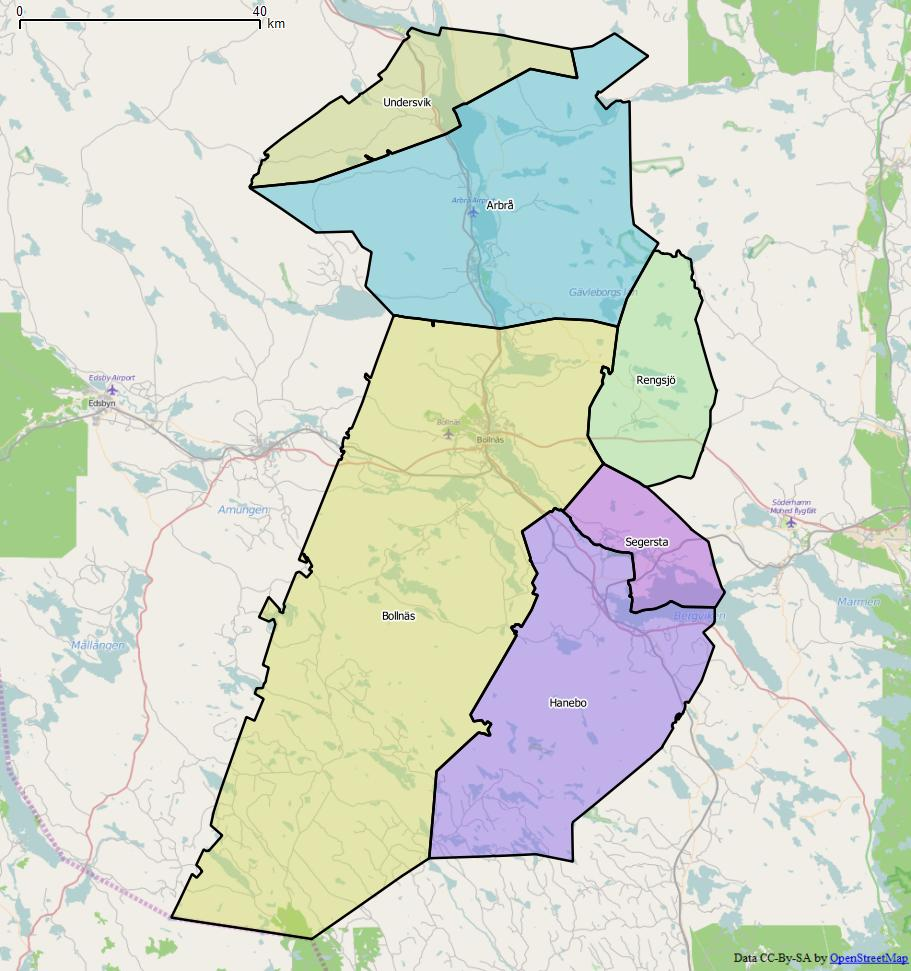
Distrikt (socknar) inom Bollnäs kommun

Fram till 2016 var kommunen för befolkningsrapportering indelad i fyra församlingar – Arbrå-Undersviks församling, Bollnäs församling, Hanebo-Segersta församling och Rengsjö församling.
Från 2016 indelas kommunen istället i sex distrikt, vilka motsvarar de tidigare socknarna: – Arbrå, Bollnäs, Hanebo, Rengsjö, Segersta och Undersvik. 

### Tätorter
Vid tätortsavgränsningen av Statistiska centralbyrån den 31 december 2018 fanns det nio tätorter i Bollnäs kommun.
| Nr                          | Tätort    | Folkmängd |
| --------------------------- | --------- | --------- |
| 1                           | Bollnäs   | 13 962    |
| 2                           | Arbrå     | 2 105     |
| 3                           | Kilafors  | 1 207     |
| 4                           | Lottefors | 360       |
| 5                           | Segersta  | 261       |
| 6                           | Vallsta   | 258       |
| 7                           | Sibo      | 257       |
| 8                           | Rengsjö   | 236       |
| 9                           | Freluga   | 213       |
| Centralorten är i fet stil. |           |           |

| Karta |
| ----- |
|       |

## Styre och politik

### Styre
Mandatperioden 2010 till 2014 bildades ett majoritetsstyre genom samarbete mellan Socialdemokraterna, Folkpartiet,  Vänsterpartiet, Sjukvårdspartiet Bollnäs och Miljöpartiet.
Efter valet 2014 styrdes kommunen av ett minoritetskoalition mellan Socialdemokraterna, Vänsterpartiet, Folkpartiet och Miljöpartiet. Detta innebar att Sverigedemokraterna fick en vågmästarroll. För att undvika detta ingick Centerpartiet en valteknisk samverkan med koalitionen, men fortsatte ändå att driva politik i opposition. Den politiska majoriteten i kommunen bestod efter valet 2018 av regnbågskoalitionen  Socialdemokraterna, Bollnäspartiet, Moderaterna och Miljöpartiet som tillsammans hade 26 av 45 mandat.
Valet 2022 ledde till delvis maktskifte. Socialdemokraterna och Moderaterna stannade kvar vid makten med den nya koalitionspartnern Centerpartiet. Tillsammans fick de tre partierna majoritet.

### Kommunfullmäktige

#### Presidium
Kommunfullmäktige leds av ett presidium med ordförande och förste vice ordförande från den styrande minoriteten och andre vice ordförande från oppositionen.
| Presidium 2022–2026    | Presidium 2022–2026 | Presidium 2022–2026 |
| ---------------------- | ------------------- | ------------------- |
| Ordförande             | S                   | Marie Centerwall    |
| Förste vice ordförande | M                   | Åsa Äng Eriksson    |
| Andre vice ordförande  | BP                  | Oskar Myrberg       |

#### Mandatfördelning 1970–2022
| 4 | 19 | 10 | 5 |  | 2 |

| 34 | 7 |

| 4 | 21 | 16 | 5 |  | 2 |

| 42 | 7 |

| 4 | 22 | 14 | 5 |  | 3 |

| 35 | 14 |

| 4 | 23 | 13 | 4 |  | 4 |

| 34 | 15 |

| 3 | 25 |  | 10 | 3 |  | 6 |

| 32 | 17 |

| 3 | 24 | 2 | 8 | 5 |  | 6 |

| 31 | 18 |

| 3 | 24 | 3 | 8 | 5 |  | 5 |

| 29 | 20 |

| 3 | 20 | 2 | 2 | 8 | 4 | 3 | 7 |

| 28 | 21 |

| 3 | 26 | 3 | 8 | 3 |  | 5 |

| 23 | 26 |

| 7 | 19 | 3 | 7 | 3 | 4 | 6 |

| 27 | 22 |

| 3 | 16 | 2 | 13 | 7 | 3 | 5 |

| 28 | 21 |

| 3 | 17 |  | 3 |  | 13 | 3 | 2 | 6 |

| 24 | 25 |

| 2 | 14 |  | 6 | 2 | 3 | 5 | 5 | 2 | 5 |

| 27 | 18 |

| 3 | 14 | 2 | 7 |  | 6 | 5 | 2 |  | 4 |

| 27 | 18 |

| 3 | 14 |  | 7 |  | 5 | 5 | 4 |  | 4 |

| 26 | 19 |

| 2 | 14 | 5 |  | 8 | 5 | 2 | 3 | 5 |

| 27 | 18 |

### Nämnder

#### Kommunstyrelse
Kommunstyrelsen har 15 ordinarie ledamöter.
| Presidium 2022–2026    | Presidium 2022–2026 | Presidium 2022–2026 |
| ---------------------- | ------------------- | ------------------- |
| Ordförande             | S                   | Abdullahi Cadaani   |
| Förste vice ordförande | M                   | Tommy Winqvist      |
| Andre vice ordförande  | SD                  | Jonatan Hölzgen     |

#### Övriga nämnder
Det politiska arbetet fördelas på sju olika nämnder. Förutom de som presenteras nedan finns även Bollnäs, Ovanåker och Ljusdals överförmyndarnämnd.
| Nämnd                        | Ordförande | Ordförande                | Vice ordförande | Vice ordförande       | Andre vice ordförande | Andre vice ordförande |
| ---------------------------- | ---------- | ------------------------- | --------------- | --------------------- | --------------------- | --------------------- |
| Barn- och utbildningsnämnden | C          | Nicklas Fredriksson       | S               | Ann-Katrin Samuelsson | BP                    | Liza Bolinder         |
| Socialnämnden                | S          | Erika Engberg             | C               | Elisabeth Johansson   | KD                    | Marcus Löf Hällström  |
| Teknik- och fritidsnämnden   | S          | Fredrik Skoglund          | C               | Marina Nilsson        | SD                    | Johnny Storrönning    |
| Miljö- och byggnadsnämnden   | S          | Fredrik Palmborn Olofsson | M               | Andreas Frisk         | Ob.                   | Göran Nordh           |
| Kulturnämnden                | C          | Ida Modig Westergren      | S               | Örjan Larsson         | KD                    | Andreas Sandsgård     |
| Valnämnden                   | M          | Per Stener Bång           | S               | Elsy Burman           | Ob.                   | Göran Nordh           |

Källa:

### Valresultat 2022
| Parti                            | Valdistrikt     | Valdistrikt | Kommun  |
| Parti                            | Starkaste       | Andel       | Andel   |
| -------------------------------- | --------------- | ----------- | ------- |
| S                                | Bollnäs-Gärdet  | 43,29 %     | 31,31 % |
| SD                               | Arbrå-Flästa    | 25,08 %     | 17,04 % |
| M                                | Rengsjö         | 16,21 %     | 11,20 % |
| C                                | Rengsjö         | 20,02 %     | 10,66 % |
| Bollp                            | Bollnäs-Söräng  | 15,84 %     | 10,04 % |
| KD                               | Arbrå-Flästa    | 8,07 %      | 6,09 %  |
| V                                | Hanebo Centrum  | 7,54 %      | 5,47 %  |
| L                                | Bollnäs-Hamre   | 5,26 %      | 3,58 %  |
| SJVB                             | Bollnäs-Söräng  | 3,57 %      | 2,50 %  |
| MP                               | Arbrå-Undersvik | 3,43 %      | 1,92 %  |
| Data hämtat från Valmyndigheten. |                 |             |         |

Exklusive uppsamlingsdistrikt. Partier som fått mer än en procent av rösterna i minst ett valdistrikt redovisas.

### Internationella relationer
Bollnäs har ett flertal olika internationella samarbeten vilka "syftar till att skapa möjligheter och ett mervärde för dig som invånare, utveckla vår egen verksamhet samt bidra till att uppnå Bollnäs kommuns vision och mål". Förutom den kommunala kontakten med EU, vilket bland annat innebär att möjligheten att söka finansiering "för att utveckla kommunen och byta erfarenheter med andra", finns även vänortssamarbeten och kommunala partnerskap.
Bollnäs kommun har fyra aktiva vänortssamarbeten och två vilande. De aktiva är Flekkefjord i Norge, Misburg-Anderten i Tyskland, Shepton-Mallet i Storbritannien och Ogre i Lettland. I de aktiva samarbeten turas respektive vänort om att arrangera ett veckolångt evenemang vartannat år, med olika fokus. Samarbetet inkluderar såväl politiker och medarbetare som skolor och föreningar. De vilande vänorterna är Nykøbing Mors i Danmark och Kankaanpää i Finland.
Kommunen har 2022 till 2024 ett pågående kommunalt partnerskap med Lobatse i Botswana. Syftet är att "gemensamt utveckla ungdomsinkludering med fokus på det lokala kulturarvet". Projektet finansieras av Sida.

### Nationella relationer
Bollnäs kommun är medlem i ett antal organisationer så som Sveriges Kommuner och Regioner, Sveriges Ekokommuner, och Samordningsförbund Gävleborg.

## Ekonomi och infrastruktur

### Näringsliv
Tjänstesektorn, som i början av 2020-talet sysselsatte omkring 80 procent av den dagbefolkningen, dominerar sysselsättningen. Detta kan härledas till att centralorten under lång tid varit handels- och servicecentrum för både den egna kommunen såväl som stora delar av de närliggande kommunerna. Kommunen och Region Gävleborg var samtidigt de största enskilda arbetsgivarna. Verkstadssektorn utgjorde basen inom tillverkningsindustrin med företag som Bruks AB som tillverkar maskiner för biprodukthantering i sågverk och SNA Europe AB som tillverkar verktyg. I vissa delar av kommunen var jord- och skogsbruket fortsatt viktiga, totalt sysselsatte branschen två procent av dagbefolkningen.

### Infrastruktur

#### Transporter
Riksväg 83 kommer in i kommunen vid Bergviken och passerar Kilafors innan den fortsätter följa Ljusnan norrut innan den går vidare till grannkommunen. Genom kommunen går även Länsväg 301.
Järnvägslinjen Bollnäs–Orsa har i stort sett stängt ner, men Inlandsbanan har visat intresse för att ta över hela linjen. Som partner i Partnerskap Atlantbanan arbetar kommunen för att utveckla "järnvägsinfrastrukturen från Trondheim via Östersund-Ånge-Ljusdal-Bollnäs-Gävle till Stockholm – och består av järnvägarna Meråkerbanan, Mittbanan, Norra stambanan och Ostkustbanan".

## Befolkning

### Demografi

#### Befolkningsutveckling
Kommunen har 26 243 invånare (31 december 2024), vilket placerar den på 102:a plats avseende folkmängd bland Sveriges kommuner.
| Befolkningsutvecklingen i Bollnäs kommun 1970–2020 | Befolkningsutvecklingen i Bollnäs kommun 1970–2020 | Befolkningsutvecklingen i Bollnäs kommun 1970–2020 | Befolkningsutvecklingen i Bollnäs kommun 1970–2020 | Befolkningsutvecklingen i Bollnäs kommun 1970–2020 |
| -------------------------------------------------- | -------------------------------------------------- | -------------------------------------------------- | -------------------------------------------------- | -------------------------------------------------- |
|                                                    |                                                    |                                                    |                                                    |                                                    |
| År                                                 |                                                    |                                                    | Folkmängd                                          |                                                    |
| 1970                                               | 1970                                               |                                                    | 27 716                                             |                                                    |
| 1975                                               | 1975                                               |                                                    | 27 667                                             |                                                    |
| 1980                                               | 1980                                               |                                                    | 27 877                                             |                                                    |
| 1985                                               | 1985                                               |                                                    | 27 871                                             |                                                    |
| 1990                                               | 1990                                               |                                                    | 28 094                                             |                                                    |
| 1995                                               | 1995                                               |                                                    | 27 933                                             |                                                    |
| 2000                                               | 2000                                               |                                                    | 26 735                                             |                                                    |
| 2005                                               | 2005                                               |                                                    | 26 237                                             |                                                    |
| 2010                                               | 2010                                               |                                                    | 26 248                                             |                                                    |
| 2015                                               | 2015                                               |                                                    | 26 594                                             |                                                    |
| 2020                                               | 2020                                               |                                                    | 26 809                                             |                                                    |

#### Utländsk bakgrund
Den 31 december 2014 utgjorde antalet invånare med utländsk bakgrund (utrikes födda personer samt inrikes födda med två utrikes födda föräldrar) 2 852, eller 10,81 % av befolkningen (hela befolkningen: 26 394 den 31 december 2014). Den 31 december 2002 utgjorde antalet invånare med utländsk bakgrund enligt samma definition 1 285, eller 4,90 % av befolkningen (hela befolkningen: 26 210 den 31 december 2002).

#### Invånare efter de vanligaste födelseländerna
Den 31 december 2014 utgjorde folkmängden i Bollnäs kommun 26 394 personer. Av dessa var 2 403 personer (9,1 %) födda i ett annat land än Sverige. I denna tabell har de nordiska länderna samt de 12 länder med flest antal utrikes födda (i hela riket) tagits med. En person som inte kommer från något av de här 17 länderna har istället av Statistiska centralbyrån förts till den världsdel som deras födelseland tillhör.
| Födelseland      | Födelseland                       | Födelseland |
| ---------------- | --------------------------------- | ----------- |
| 31 december 2014 |                                   |             |
| 1                | Sverige                           | 23 991      |
| 2                | Afrika: Övriga länder             | 332         |
| 3                | Syrien                            | 328         |
| 4                | Somalia                           | 230         |
| 5                | Finland                           | 205         |
| 6                | Europeiska unionen: Övriga länder | 184         |
| 7                | Asien: Övriga länder              | 168         |
| 8                | Afghanistan                       | 147         |
| 9                | Turkiet                           | 141         |
| 10               | Thailand                          | 104         |
| 11               | Irak                              | 94          |
| 12               | Tyskland                          | 68          |
| 13               | Iran                              | 67          |
| 14               | Norge                             | 60          |
| 15               | Bosnien och Hercegovina           | 49          |
| 15               | Europa utom EU: Övriga länder     | 49          |
| 17               | Sydamerika                        | 36          |
| 18               | Polen                             | 31          |
| 19               | Nordamerika                       | 28          |
| 20               | Danmark                           | 26          |
| 21               | / SFR Jugoslavien/FR Jugoslavien  | 21          |
| 22               | Kina                              | 19          |
| 23               | Okänt födelseland                 | 6           |
| 24               | Oceanien                          | 5           |
| 25               | Sovjetunionen                     | 4           |
| 26               | Island                            | 1           |

## Kultur

### Kulturarv
År 2022 fanns 762 fornlämningar, med ursprung från Bollnäs kommun, registrerade hos Riksantikvarieämbetet. I området Mårdnäs finns en fornminnesled där man bland annat ser 12 gravhögar samt lämningar efter en järnåldersgård.
I kommunen finns fem byggnadsminnen – Renshammar, Renstedtska gården, Styfstorpet, Västansjö ullspinneri och Växbo kvarn. Ett annat kulturarv är Bollnässtugan, ett helgdagshus flyttat från byn Herte i Bollnäs socken, som numer återfinns på Skansen.

### Kommunvapen
Blasonering: I blått fält en trana av silver med hjässa, ben och näbb röda, vilken i sin upplyfta högra fot håller en röd sten, stående ovanför två av vågskuror bildade strängar av silver.
För Bollnäs stad fastställdes 1943 ett vapen, innehållande en trana (tagen från ett sockensigill från 1600-talet) och ett hjul, symboliserande järnvägen. Efter kommunbildningen modifierades vapnet (järnvägen ansågs inte ha samma betydelse då) och i stället infogades de två strängarna, symboliserande Ljusnan och Voxnan. Vapnet registrerades hos PRV 1976. Vapnet antogs under den korta tid som Alfta ingick i kommunen och det är också från dess vapen som strängarna kommer.

Alfta landskommun (1970–1970) Alfta kommun (1971–1973)
Arbrå landskommun (1949–1970) Arbrå kommun (1971–1973)
Bollnäs stad (1943–1970) Bollnäs kommun (1971–1973)
Bollnäs landskommun (1952–1958)
Bollnäs kommuns vapen (Sedan 1976)